# Municipio de Greenbush (condado de Alcona)
El municipio de Greenbush (en inglés: Greenbush Township) es un municipio ubicado en el condado de Alcona en el estado estadounidense de Míchigan. En el año 2010 tenía una población de 1.409 habitantes y una densidad poblacional de 20,81 personas por km².

## Geografía
El municipio de Greenbush se encuentra ubicado en las coordenadas 44°34′1.05″N 83°21′5.89″O / 44.5669583, -83.3516361. Según la Oficina del Censo de los Estados Unidos, el municipio tiene una superficie total de 67,7 km² (26,1 mi²), de la cual 64,5 km² (24,9 mi²) corresponden a tierra firme y 3,2 km² (1,2 mi²) (4.67%) es agua.

## Demografía
En el 2000 la renta per cápita promedia del hogar era de $32.823, y el ingreso promedio para una familia era de $35.789. El ingreso per cápita para la localidad era de $18.248. En 2000 los hombres tenían un ingreso per cápita de $29.625 contra $20.385 para las mujeres. Alrededor del 11.10% de la población estaba bajo el umbral de pobreza nacional.